# Церква Святого Миколая (Кальне)

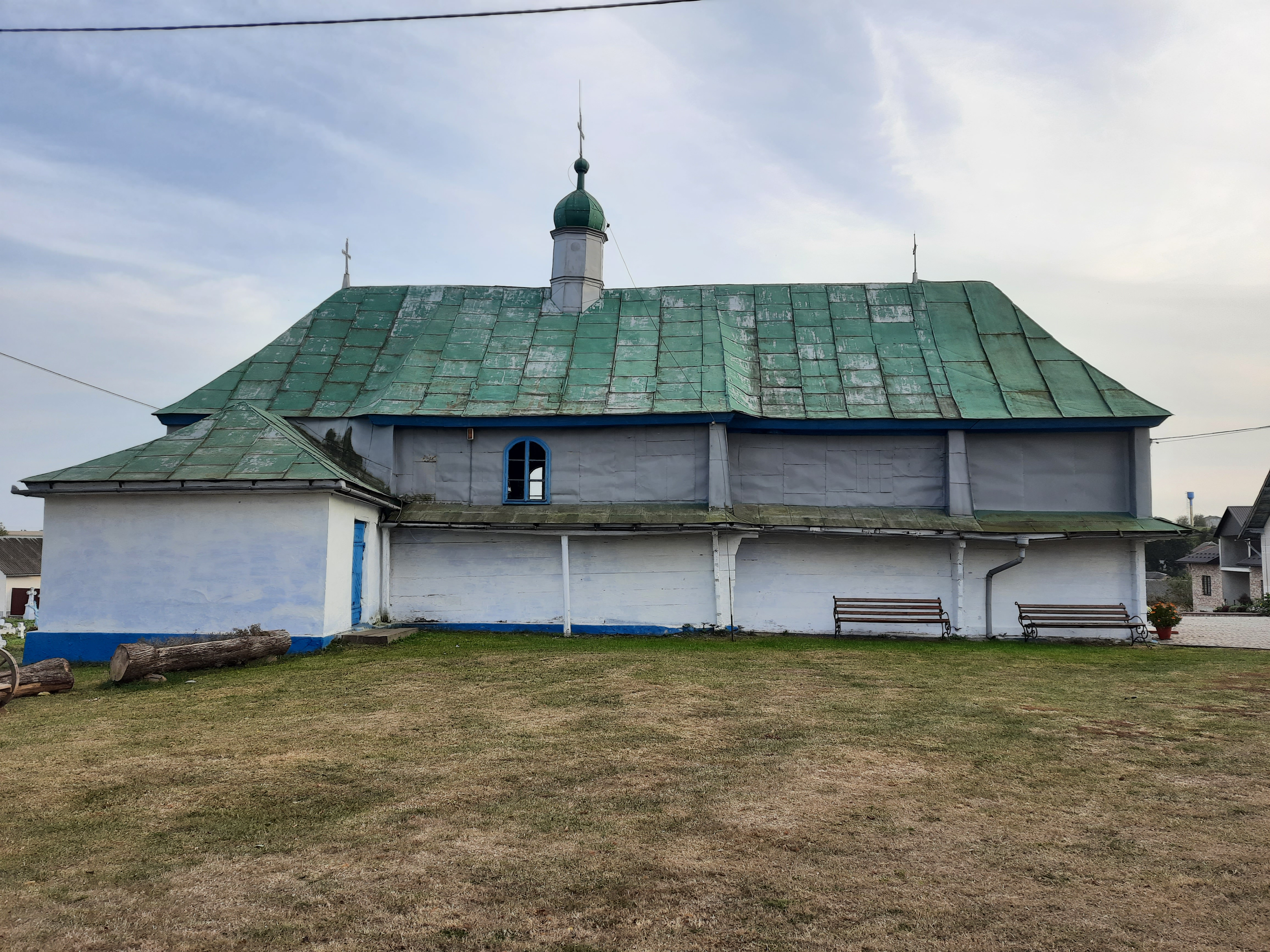
Дерев'яна церква

Церква Святого Миколая в Кальному — парафія і храм греко-католицької громади Козівського деканату Тернопільсько-Зборівської архієпархії Української греко-католицької церкви в селі Кальне Тернопільського району Тернопільської области.

## Історія церкви
У селі розташована дерев'яна церква Святого Миколая, збудована в 1720 році, яка діяла до 2008 року і збереглася до наших днів.
Будівництво нового храму розпочалося в 1993 році і завершилося 15 червня 2008 року. Цього ж дня новий храм освятив єпископ Тернопільсько-Зборівський Василій Семенюк у співслужінні з єпископом Діонісієм та численним духовенством.
Парафія належала до УГКЦ до 1946 року. У 1946 році, за часів пароха отця Миколи Буряка, вона перейшла до РПЦ, а з 1990 року знову повернулася в лоно УГКЦ. 26 квітня 2011 року парафію з візитом відвідав правлячий архієрей Тернопільсько-Зборівської єпархії владика Василій Семенюк.
На парафії діють такі спільноти: Вівтарна і Марійська дружини, братство Серця Ісусового, спільноти «Матері в молитві» та Найсвятішого Серця Ісуса.
На території парафії є стара та нова каплички (остання — на стадії оформлення), дві фігури Матері Божої, встановлені у 1995 році при в'їзді в село з боку Козови. Також насипано символічну могилу діячам ОУН і воякам УПА та встановлено два пам'ятні хрести.
У власності парафії перебувають приміщення двох церков, парафіяльний будинок та дзвіниця.

## Парохи
- о. Павло Штокалко (1918—1944),
- о. Роман Кузьма (1944—1946),
- о. Михайло Смачило (1990—1993),
- о. Володимир Шуль (з 1993),[джерело?]
- о. Михайло Бойко,[джерело?]
- о. Степан Олексюк.[джерело?]